# Корона-КГД (Івано-Франківськ)
Футбольний клуб «Коро́на–КГД» (Івано-Франківськ) — аматорський український футбольний клуб з Івано-Франківська, заснований 1997 року. Учасник та призер чемпіонату Івано-Франківської області, володар Кубка області.

## Хронологія назв
- 1997 —1999 : «Корона» (Івано-Франківськ)
- 1999 —2001 : «Корона–КГД» (Івано-Франківськ)

## Історія
Ідея створення футбольної команди на Івано-Франківському обласному державному спирто-горілчаному об’єднанні «Княгинин» виникла дещо спонтанно. У 1997 році до генерального директора підприємства Івана Яковця звернулися представники знаного у ту пору місцевого аматорського клубу «Автоливмаш» з пропозицією стати одним зі спонсорів колективу. Після наступних консультацій з’ясувалося, що і серед працівників самого спиртзаводу трудиться чимало футболістів-аматорів, готових створити і виступати за власну виробничу дружину.
Невдовзі футбольна команда «спиртовиків» під назвою «Корона» дебютувала у друголіговій першості Івано-Франківщини 1997/1998 і впевнено стала її переможцем. Домашні поєдинки колектив проводив на спортивному майданчику села Братківці, що неподалік обласного центру. 
Доукомплектувавши склад кількома більш досвідченими футболістами, клуб у наступному сезоні 1998/1999 одразу наробив галасу й серед когорти найкращих любительських колективів краю. Спортсмени «Корони» вийшли у фінал Кубка області, в якому завдали поразки «Галичині» з Галича — 3:1. А в обласному чемпіонаті підопічні Петра Федоріва фінішували на високому для себе 4-му місці, відставши від медальної зони всього на три пункти. Водночас клуб отримав право осінню 1999-го позмагатися за Кубок України серед аматорів. Однак на всеукраїнському рівні доля була вже не такою прихильною до новачка — іванофранківці в 1/8 фіналу за сумою двох матчів поступилися динамівцям з Кам’янець–Подільського (1:0 і 1:4).
На поєдинки «перехідного» турніру обласної першості 1999 року команда вийшла під дещо трансформованою назвою. Зміни були пов’язані із появою у клуба ще одного титульного спонсора – регіональної газопостачальної фірми «КГД». Вже під брендом «Корона–КГД» футболісти двічі поспіль ставали спочатку бронзовими (1999), а далі й срібними (2000) призерами чемпіонату Івано-Франківщини.
Наступного сезону 2001-го власники команди раптово втратили інтерес до її належного фінансового забезпечення. Як наслідок, обласну першість клуб завершив на останньому місці, після чого назавжди припинив своє подальше існування.
Всього за час свого нетривалого перебування у вищій лізі чемпіонату Івано-Франківської області «Корона–КГД» провела там 104 поєдинки, у яких зафіксовано: 54 перемог, 14 нічиїх, 36 поразок, кількість забитих/пропущених м’ячів — 161–89 та набраних очок — 122. 

## Досягнення
- Чемпіонат Івано-Франківської області
  -  Срібний призер : 2000
  -  Бронзовий призер : 1999

- Кубок Івано-Франківської області
  -  Володар : 1998/1999